# これも人生?
『これも人生?』（This Is A Life?、1955年7月9日）は、アメリカの映画会社のワーナー・ブラザースの短編アニメシリーズ「メリー・メロディーズ」の作品である。

## 製作スタッフ
- 監督　I・フレレング
- 製作　エドワード・セルツァー
- アニメーション製作　アーサー・デイヴィス、テッド・ボニックソン
- レイアウト　ホーリー・プラット
- 背景画　アーヴ・ワイナー
- 声優　メル・ブランク、アーサー・Q・ブライアン、ジューン・フォーレイ
- 音楽　ミルト・フランクリン

## 内容
ある話題沸騰のテレビ番組である「これも人生?」の司会をしているエルマー・ファッド。この番組の栄光のリストに輝く人物が会場にいるという。その会場には、バッグスとダフィーがいた（隣の席にはグラニーもいる）。その人物とは、かのバッグス・バニーである。早速バッグスは今回の番組の主役となった。

悔しがって愚痴ばかりこぼすダフィーにうるさいと言わんばかりに隣の席に座っているグラニーがダフィーを叩く。そしてバッグスはエルマーにどんな人生を過ごしたか尋ねる。

だがあきれるような話ばかりするのでエルマーがバッグスとであった時の話をする。その回想でエルマーはバッグスに馬鹿にされたことを話す。そこでエルマーはバッグスに「懐かしい人に会わせよう」という。その人とは、ヨセミテ・サムであった。サムもバッグスに馬鹿にされたことを話す。

そこでエルマーとサムは画策をして、爆弾入りの箱をバッグスに渡そうとするが、バッグスは、「自分にこんなものはもったいない」と言ってエルマーに渡す。こうして3人が箱をたらい回しにしてる時にダフィーが強引に奪い爆発。ボロボロになったダフィーはバッグスに向かって「お前ってサイテー!」と怒鳴った。

## 概要
- 今作のテレビ番組の「This Is A Life?」は実在したテレビ番組「This Is Your Life」のパロディ。
- ラストに悲惨な目にあった後にダフィーがバッグスに向かって「お前ってサイテー!（You're despicable!）」と言うのは「何のシーズン?」からの流用。
- クラシック短編（~1969年）においてグラニーの顔が瓜実顔に描かれた最後の作品。声優もビー・ベナデレットからジューン・フォーレイに変わった。同年に今作を手掛けたI・フレレングが後に監督した「おばあちゃんにご用心（英:Red Riding Hoodwinked）」という作品ではグラニーの顔は丸顔となった。また、フォーレイは2017年7月26日に死去するまで、グラニーの声を担当していた。
- 吹き替え版におけるダフィーの一人称は基本的に「俺」だが、今作では「オイラ」になっている。

## キャスト
| キャラクター       | 原語版                  | 現行吹き替え版 |
| ------------------ | ----------------------- | -------------- |
| バッグス・バニー   | メル・ブランク          | 山口勝平       |
| ダフィー・ダック   | メル・ブランク          | 高木渉         |
| ヨセミテ・サム     | メル・ブランク          | 郷里大輔       |
| エルマー・ファッド | アーサー・Q・ブライアン | 長島雄一       |
| グラニー           | ジューン・フォーレイ    | 京田尚子       |
| ナレーション       | -                       | 梅津秀行       |